# Hannes Tiainen
Hannes Tiainen, född 9 februari 1914 i Sordavala, död 8 april 2001 i Helsingfors, var en finländsk ämbetsman och politiker (socialdemokrat).
Tiainen, som  blev agronomie och forstkandidat 1937, tillhörde på 1950-talet den socialdemokratiska oppositionen, men återvände senare till moderpartiet. Han var direktör för Statens upphandlingscentral 1956–1971 och chef för Jordbruksstyrelsens produktionsavdelning 1971–1977. Han var lantbruksminister 1952–1953, andre socialminister 1954–1956 och biträdande kommunikationsminister 1956–1957. Hans bok Kun puolue räjähti (1968) är en skildring av bakgrunden till socialdemokratiska partiets klyvning på 1950-talet, medan Voivuoren vartijat (1970) är en starkt kritisk granskning av Centralförbundet för lant- och skogsbruksproducenter (MTK). År 1997 utgav han boken Tovereiden tasavalta, politiska minnen från 1950- och 1960-talen.

## Utmärkelser
- Kommendörstecknet av Finlands Lejons orden[1]
- Kommendörstecknet av II klass av Heliga Lammets orden[1]

[Redigera Wikidata]